# Ctenodes geniculata
Ctenodes geniculata là một loài bọ cánh cứng trong họ Cerambycidae.